# Jacob Ekelund (ämbetsman)
Jacob Ekelund, född den 5 december 1868 i Östra Ämterviks församling, Värmlands län, död den 2 maj 1931 i Uppsala, var en svensk ämbetsman.
Ekelund blev student vid Uppsala universitet 1888 och avlade examen till rättegångsverken 1892. Han blev extra ordinarie landskanslist i Stockholms län 1893, landskontorist där 1896 och länsbokhållare 1900. Ekelund var landskamrerare i Gävleborgs län 1912–1918 och i Uppsala län från 1918 till sin död. Han blev riddare av Nordstjärneorden 1918 och kommendör av andra klassen av samma orden 1927. Ekelund vilar på Uppsala gamla kyrkogård.